# Санаторії в Азербайджані
У статті представлені санаторії, розташовані на території Азербайджану.

## У Баку
- Кардіологічний санаторій

Санаторій знаходиться вза 40 км від столиці, на північному узбережжі Апшеронського півострова, в Більгях. Тут діє водогрязьова лікарня, де хворі приймають лікування природними цілющими грязями та лікувальною мінеральною йодо-бромною водою.
- Санаторій «Апшерон»

Знаходиться на узбережжі Апшеронського півострова, за 35 км від Баку, в курортному селищі Мардакан і є шлунково-кишковим санаторієм. Тут приймаються природні йодо-бромні ванни, а також парафінотерапія та природні лікувальні грязі.
- Неврологічний саноторій «Гюняшлі»

Санаторій знаходиться в селищі Мардакан. Тут проводяться лікування залишкових захворювань після запальних процесів, а також судинних захворювань центральної нервової системи, захворювання периферичної нервової системи і вегетативної нервової системи.
- Санаторій «Ших» (Шихово)

Цей санаторій знаходиться за 10 км від столиці, в селищі Бібі-Ейбат, на березі Каспійського моря. У 1940 році при розробці нафтових родовищ тут, поблизу селища Ханлар було відкрито нове термальне джерело сульфідних вод. Є бальнеологічним курортним санаторієм, де проводяться лікування опорно-рухової системи (артрити і поліартрити, ревматоїдний артрит, хронічна міалгія, контрактури, поліостеоартрози, деформуючі артрози, поширений остеохондроз, анкілозивний спонділоартрит, спинно-стегновий радикуліт, подагричний артрит — сечокислий діатез тощо).
- Санаторій «Мардакан»
- Санаторій «Загульба»
- Санаторій «Яшил Бах» (Зелений сад)
- Урологічний санаторій «Гарангуш» (Ластівка)

Санаторій знаходиться в селищі Мардакан, на території площею 2,4 га. Він функціонує з 1979 року. Тут проводяться лікування хворих із захворюваннями сечостатевої системи. Санаторій відрізняється питною галереєю з природною цілющою мінеральною водою «Галаалті».
- Пансіонат «Гянджлик» (Юність)
- Туберкульозний санаторій № 1
- Туберкульозний санаторій № 2

## В інших регіонах
- Санаторій Гала-алти

Санаторій розташований за 20 км від центру району Шабран (колишній Девечи), за 122 кілометри від столиці Азербайджану. Тут у 1969 році було знайдено нове джерело мінеральної води, де з 1976 року функціонує бальнеологічний курорт. Тутешню воду також називають «НафтСу», що означає нафтомістка вода. Наприкінці 80-х– на початку 90-х років ХХ століття було завдано шкоди функціонування санаторію. Державна програма від 6 лютого 2009 року «Про розвиток курортів Азербайджанської республіки в 2009-2018-му роках», завтерджена президентом Азербайджану, дозволила відновити курорт Галаалті і в рамках цієї програми в 2014 році у відновленому вигляді він був зданий в експлуатацію.
- Лікувальний санаторій Істісу «Фатімеї-Зехра»

Санаторій Істісу «Фатімеї-Зехра» розташований за 250 км від Баку і за 13 км від міста Масалли, на узбережжі річки Віляш. В деяких місцях, на березі річки пробивається термальне джерело, в складі якого є сірководень, натрій-хлор кальцію, гідрокарбонат магнію і йод. Санаторій функціонує з 1971 року. Тут лікують ревматизм, шкірні захворювання, радикуліти, простати, жіночі захворювання, шлунково-кишкові захворювання тощо.
- Цілющі води Халтан (Шабран)

- Дитячий неврологічний санаторій (Мінгячевір)
- Дуздаг (місто Нахчиван)

Соляні печери «Дуздаг» знаходяться в Нахічеванській Автономній Республіці на висоті 1173 метрів над рівнем моря і на відстані 12,2 км від міста Нахічевань. Тут лікують хворих із захворюваннями органів дихання. Лікарня складається з надземної і підземної частин. Підземна частина знаходиться в горі на глибині 300 метрів. З 1982 року тут діють осередки зцілення.
- Ленкоранские санаторії (місто Ленкорань)

Лікувальна ванна у Нафталані

У південному місті Ленкорань знаходиться комплекс санаторію, де лікують органи опорно-рухової системи, хвороби периферичної нервової системи, артрити, поліартрити, радикуліти, ревматичні і ревматоїдні поліартрити, запалення периферійної нервової системи — неврити тощо.
- «Шяфа» лікувальний діагностичний центр (Хачмаз)

### Санаторії в Нафталані
У регіоні Нафталан є безліч курортних санаторіїв, які відрізняються лікуванням нафталановою нафтою. Нафталан застосовується при лікуванні шкірних, урологічних, гінекологічних хвороб. Нафталанова нафт знімає запальні процеси, зменшує біль, покращує кровообіг, прискорює обмін речовин.
Нафталан розташований за 45 км від міста Гянджа і родовище було відкрите в 1873 році. У 1926 році тут на місці джерела нафталанової нафти було відкрито лікувальний санаторій.
- Санаторій «Сехірлі (чарівний) Нафталан»
- Санаторій Кяпяз[14]
- Санаторій Чинар
- Центр здоров'я та відпочинку Нафталан